# Nassau (Minnesota)
Pour les articles homonymes, voir Nassau.
Nassau est une ville américaine située dans le comté de Lac qui Parle, dans le Minnesota. Selon le recensement de 2010, sa population est de 72 habitants.